# Odorrana narina
Odorrana narina (japanisch ハナサキガエル Hanasaki-Gaeru) ist eine Froschart, die auf der japanischen Insel Okinawajima endemisch ist. Sie wird als stark gefährdet eingestuft.

## Beschreibung
Die Kopf-Rumpf-Länge beträgt 6,5 bis 7,4 cm bei Weibchen und 4,8 bis 5,3 cm bei Männchen. Die Nasenlöcher befinden sich näher an der Schnauzenspitze als an den Augen, was sie von anderen Arten in ihrem Verbreitungsgebiet unterscheidet und sich in ihrem japanischen Namen wiederfindet (hana=„Nase-/Schnauze“ und saki=„Spitze/Ende“). Eine dorsolaterale Falte ist nur schwach ausgeprägt und wird in der Regel von einem hellen Streifen begleitet. Die Körperfarbe ist dorsal grün, braun oder braun mit einem grünlichen Muster. Der Bauch ist eintönig weiß gefärbt. Die Hinterbeine weisen Schwimmhäute zwischen den Zehen auf. Männchen haben paarige Schallblasen und Stimmöffungen an der Innenseite der Mundwinkel.

## Verbreitungsgebiet und Lebensraum

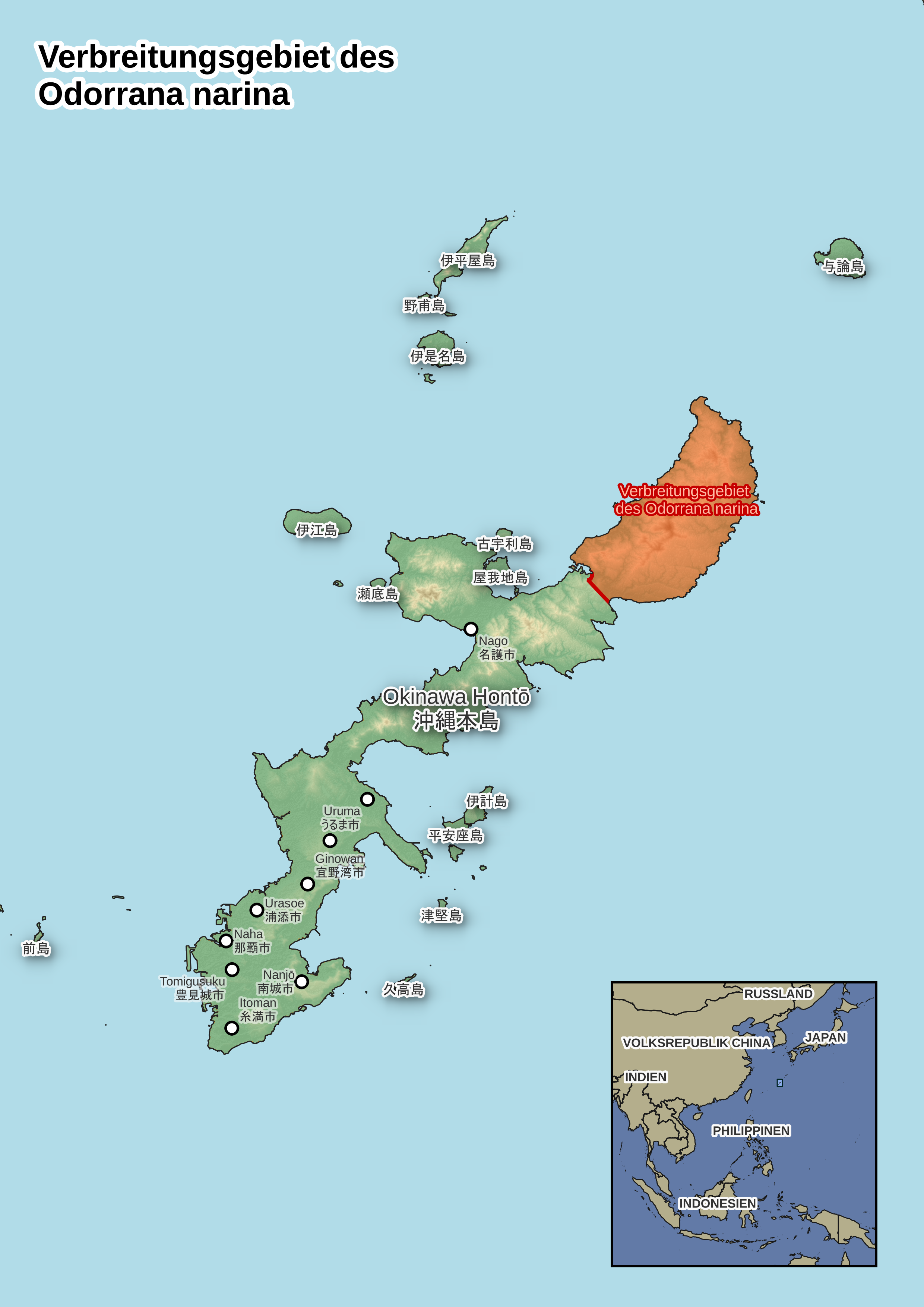
Verbreitungsgebiet

Das Verbreitungsgebiet liegt im äußersten Nordosten der Insel Okinawa in den Gemeinden Ōgimi, Kunigami und Higashi. Dort kommt Odorrana ishikawae bis 503 m Höhe vor. Ihr Lebensraum sind immergrüne Bergwälder, wo sie vor allem an Bächen zu finden sind. Eine in ihrem Verbreitungsgebiet vorkommende Schwesterart ist Odorrana ishikawae.

## Lebensweise
Die Nahrung von Odorrana narina besteht aus Wirbellosen wie Tausendfüßlern und anderen Insekten.
Die Paarungszeit liegt zwischen Ende Dezember und Mitte März. In kalten Wintern findet sie früher statt als in wärmeren. Als Laichplätze dienen tiefe, stille Wasserbecken mit einer Wassertemperatur von 11 bis 15 °C, die sich in den Oberläufen von Bächen insbesondere unterhalb von Wasserfällen in den Bergen Okinawas befinden. Die Männchen suchen diese als erste auf und geben ihre Paarungsrufe ab, welche an das Zwitschern eines Spatzes erinnern. Die Frösche sammeln sich für einen Zeitraum von 3 bis 30 Nächten. Gleichzeitig versammeln sich jedoch auch Okinawa-Habuschlangen, die das reichliche Nahrungsangebot ausnutzen. Das Laichen findet schließlich fast ausschließlich innerhalb einer einzelnen Nacht statt. Der Froschlaich umfasst jeweils etwa 200 weißliche Eier und wird unter Wasser abgelegt. Die Frösche verlassen den Laichplatz danach umgehend. Sie kehren jedes Jahr zu diesem zurück. Über die Kaulquappen ist wenig bekannt.

## Gefährdung und Schutz
Die International Union for Conservation of Nature (IUCN, „Weltnaturschutzunion“) stuft die Art als stark gefährdet ein, jedoch den Populationstrend als stabil. 
Auf der nationalen Roten Liste gefährdeter Arten Japans von 2020 wird sie dagegen als gefährdet eingestuft. Die Population nahm vor allem durch einen Verlust an Lebensräumen sowie durch invasive Goldstaubmungos ab. Die Mungos wurden 1910 zur Bekämpfung von Habuschlangen und Hausratten auf der Insel eingeführt, wirkten sich aber negativ auf den Bestand anderer Tierarten aus. Inzwischen sind sie nach entsprechenden Maßnahmen fast wieder ausgerottet. Der Froschbestand begann sich infolgedessen zu erholen. Beeinträchtigungen und Zerstörungen des Lebensraums durch Abholzungen sowie dem Bau von Straßen und Dämmen sind inzwischen die Hauptbedrohung.
Am 15. September 2016 wurde ein großes Gebiet im Norden von Okinawajima als Yambaru-Nationalpark ausgewiesen. Zu diesem Zeitpunkt war das nördliche Übungsgelände der dortigen US-Militärbasis von dem Nationalparkgebiet ausgeschlossen, jedoch wurden am 29. Juni 2018 ungefähr 3.700 ha des Übungsgeländes in den Park eingegliedert. Die Inseln Amami-Ōshima, Tokunoshima, Iriomote und der nördliche Teil der Insel Okinawa stehen darüber hinaus seit 2021 auf der Liste des UNESCO-Weltnaturerbes.

## Systematik
Odorrana narina ist eine Art aus der Familie der Echten Frösche (Ranidae). Die Erstbeschreibung erfolgte 1901 durch Leonhard Hess Stejneger unter dem Namen Rana narina.
In Japan endemische Arten der Gattung Odorrana umfassen neben O. narina noch O. ishikawae im Norden der Insel Okinawa, O. splendida und O. amamiensis auf Amami-Ōshima sowie O. supranarina und O. utsunomiyaorum auf den Yaeyama-Inseln. Auf der nahegelegenen Insel Taiwan findet sich zudem die morphologisch ähnliche Art O. swinhoana.  O. narina ist am nächsten verwandt mit O. amamiensis. Die sympatrisch mit O. narina vorkommende Schwesterart O. ishikawae ist mit ihr dagegen weniger nah verwandt als sogar einige auf dem asiatischen Kontinent verbreitete Arten. Odorrana drang somit zweimal nach Norden in die Ryūkyū-Inseln vor. Für den Vorfahr von O. ishikawae und O. splendida wird der betreffende Zeitraum auf vor 7,9 bis 18,0 Millionen Jahren im mittleren Miozän geschätzt, während sich der Vorfahr der anderen auf den Inseln vorkommenden Arten vermutlich von denen auf dem asiatischen Kontinent im späteren Miozän vor etwa 5,4 bis 12,3 Millionen Jahren trennte, als die Landmassen ebenfalls noch miteinander verbunden waren.